# Targa Abruzzi 1933

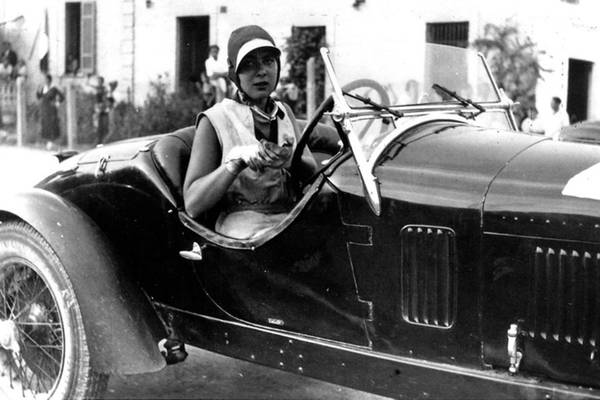
Anna Maria Peduzzi im Alfa Romeo 6C 1500 Grand Sport Testa Fissa vor dem Rennstart

Die VI. Targa Abruzzi, auch VI. Targa Abruzzi, Circuito di Pescara, war ein Sportwagenrennen und fand am 13. August 1933 im Vorprogramm der Coppa Acerbo statt.

## Das Rennen
In den 1920er- und 1930er-Jahren etablierten sich in Italien einige Sportwagenrennen auf öffentlichen Straße, ähnlich der 1906 von Vincenzo Florio ins Leben gerufenen Targa Florio. Eine dieser Veranstaltungen war die Targa Abruzzi. Gefahren wurde dieses Rennen auf dem Circuito di Pescara, wo seit 1924 auch die Coppa Acerbo ausgefahren wurde. Die erste Targa Abruzzi fand 1925 statt und endete mit dem Sieg von Pio Avati auf einem Isotta Fraschini. 1925 betrug die Distanz 382,5 km und Avati benötige für die 15 Runden eine Fahrzeit von 4:35:20,000 Stunden. Bei der sechsten Ausgabe des Rennens 1933 musste der Sieger Carlo Felice Trossi nur sechs Runden fahren, um als Sieger abgewinkt zu werden. Dabei erreichte er eine Durchschnittsgeschwindigkeit von 130,987 km/h; um fast 50 km/h schneller als Avati 1925.

## Ergebnisse

### Schlussklassement
| 1           |  | 30 | Scuderia Ferrari | Carlo Felice Trossi             | Alfa Romeo 8C 2300 Monza 2.6               | 1:10:05,600 |
| 2           |  |    | Scuderia Ferrari | Eugenio Siena                   | Alfa Romeo 8C 2300 Monza 2.6               | 1:10:12,400 |
| 3           |  | 40 | Scuderia Ferrari | Pietro Ghersi                   | Alfa Romeo 8C 2300 Monza                   | 1:12:55,400 |
| 4           |  | 8  | Scuderia Ferrari | Gianfranco Comotti              | Alfa Romeo 8C 2300 Monza 2.6               |             |
| 5           |  |    | XXX              | XXX                             |                                            |             |
| 6           |  |    | XXX              | XXX                             |                                            |             |
| 7           |  |    | XXX              | XXX                             |                                            |             |
| 8           |  |    | XXX              | XXX                             |                                            |             |
| 9           |  |    | XXX              | XXX                             |                                            |             |
| 10          |  |    | XXX              | XXX                             |                                            |             |
| 11          |  | 28 |                  | Giovanni Restelli               | Alfa Romeo 6C 1750 GS                      |             |
| 12          |  |    | XXX              | XXX                             |                                            |             |
| 13          |  | 4  |                  | Anna Maria Peduzzi              | Alfa Romeo 6C 1500 Grand Sport Testa Fissa |             |
| 14          |  |    | XXX              | XXX                             |                                            |             |
| 15          |  |    | XXX              | XXX                             |                                            |             |
| 16          |  |    | XXX              | XXX                             |                                            |             |
| 17          |  |    |                  | M. Ferraguti                    | Alfa Romeo 6C 1750 SS Gasogeno             |             |
| Ausgefallen |  |    |                  |                                 |                                            |             |
| 18          |  | 22 | Scuderia Ferrari | Mario Tadini                    | Alfa Romeo 8C 2300 Monza 2.6               |             |
| 19          |  |    | Scuderia Ferrari | Guglielmo Carraroli             | Maserati 4CS 1500                          |             |
| 20          |  |    |                  | Lelio Pellegrini                | Alfa Romeo 8C 2300 Monza                   |             |
| 21          |  | 6  |                  | Felice Bonetto                  | Alfa Romeo 8C 2300 Monza                   |             |
| 22          |  | 10 |                  | Hans Ruesch                     | Alfa Romeo 8C 2300 Monza                   |             |
| 23          |  | 12 |                  | Gennaro Auricchio               | Alfa Romeo 8C 2300 Monza                   |             |
| 24          |  | 14 |                  | Giovanni Maria Cornaggia Medici | Alfa Romeo 8C 2300 Monza                   |             |
| 25          |  | 20 |                  | Giuseppe Farina                 | Alfa Romeo 8C 2300 Monza                   |             |
| 26          |  | 24 |                  | Carlo Castelbarco               | Alfa Romeo 8C 2300 Monza                   |             |

### Nur in der Meldeliste
Zu diesem Rennen sind keine weiteren Meldungen bekannt.

### Klassensieger
Zu diesem Rennen sind keine Klassensieger bekannt.

### Renndaten
- Gemeldet: 26
- Gestartet: 26
- Gewertet: 17
- Rennklassen: unbekannt
- Zuschauer: unbekannt
- Wetter am Renntag: unbekannt
- Streckenlänge: 25,500 km
- Fahrzeit des Siegerteams: 1:10:05,600 Stunden
- Gesamtrunden des Siegerteams: 6
- Gesamtdistanz des Siegerteams: 153,000 km
- Siegerschnitt: 130,987 km/h
- Schnellste Trainingszeit: unbekannt
- Schnellste Rennrunde: Eugenio Siena - Alfa Romeo 8C 2300 Monza 2.6 (#-) – 11:29,400 = 133,158 km/h
- Rennserie: zählte zu keiner Rennserie